# Timothy Shriver
Timothy Perry Shriver, né le 29 août 1959, il est président des Jeux olympiques spéciaux.

## Présentation
Il est le fils d'Eunice Kennedy Shriver, fondatrice des Jeux olympiques spéciaux et sœur du président américain John F. Kennedy et des sénateurs Robert F. Kennedy et Edward Kennedy. En tant que président des Jeux olympiques spéciaux, il est particulièrement investi dans la lutte contre la discrimination dont sont victimes les déficients intellectuels.